# 宮宗紫野
宮宗 紫野（みやそう しの、旧姓・熊倉〈くまくら〉、1988年4月23日 - ）は、日本将棋連盟所属の女流棋士。女流棋士番号は37（2011年3月31日までの旧番号は旧61）。高橋道雄九段門下。茨城県古河市出身。茨城県立古河第三高等学校卒業。早稲田大学教育学部中退。

## 棋歴

### 女流プロになるまで
父と兄が将棋を指していたのを見て将棋に興味を持ち、将棋を始める。
2002年5月26日、14歳の時に、里見香奈らを破って第34期女流アマ名人戦で優勝した。
中学2年で女流育成会に入会し、2006年度後期に2度目の昇級点を取得し、規定により2007年4月1日付で女流2級でプロ入り。高校卒業・早稲田大学教育学部進学と同時のプロ入りであった。

### 女流プロ入り後
2007年度、第19期女流王位戦予選で岩根忍らを破り挑戦者決定リーグ入りを果たし、プロ入り初年度で早くも頭角を現した。「女流王位戦リーグ入り」の昇段規定を満たし、2008年4月1日付で女流1級に昇級した。
2008年度、第19期女流王位戦挑戦者決定リーグでは4勝1敗の成績となり、同率の清水市代女流名人とのプレーオフに進出した。プレーオフで敗れて挑戦者決定戦進出はならなかった。「女流王位リーグ残留」の昇段規定を満たし、2009年4月1日付で女流初段に昇段した。
2009年度、第20期女流王位戦挑戦者決定リーグでも3勝2敗とし、リーグ残留を果たす。しかし、第21期リーグでは1勝4敗となり陥落となった。
2010年度、第21期女流王位戦挑戦者決定リーグでは1勝4敗となりリーグから陥落。第4期マイナビ女子オープンで本戦入りを果たし、1回戦で清水市代に勝ち準々決勝に進出。2010年12月9日の準々決勝で矢内理絵子に敗れ、ベスト4入りを逸した。

### 休場
矢内に敗れた1週間後の2010年12月16日、1年3カ月間（2011年1月1日 - 2012年3月31日）休場することが発表された。休場理由は「一身上の都合により」となっていた。
3年後の2014年に、スポーツ報知の取材に応じた熊倉（当時）が、この件について詳細を語った。熊倉は休場の理由を「学業専念のため」と周囲に説明していたものの、実際には既に早稲田大学を退学しており、女流棋士も引退するつもりだった。のどかな古河市で生まれ育ち、もともと他人と争うことを好まない熊倉は、ストレスの多い都会生活に疲れていた。女流棋士として着飾って人前に出ることにも馴染めなかったという。しかし、師匠・高橋道雄らの励ましを受けて復帰を決意した。

### 復帰後
2012年4月より復帰。復帰後初対局は4月4日の第20期倉敷藤花戦1回戦で、藤田綾に勝利した。復帰初年度は6棋戦に出場し5勝6敗の成績で終える。
2013年度も5棋戦で2勝5敗と低迷するが、第41期女流名人戦で予選を勝ち抜き、女流名人リーグ入りを果たす。予選2回戦は女流2冠を保持していた甲斐智美との対局であり、敗戦濃厚でありながら、1分将棋で甲斐にミスが出ての逆転勝ちだった。
2014年度、第41期女流名人リーグは3勝6敗となりリーグ陥落となった。
2015年度、第37期女流王将戦でベスト4に進出。準決勝では北村桂香に敗れた。第27期女流王位戦でも挑戦者決定リーグ入りを果たし、6期ぶりのリーグ復帰となった。
2018年度、7月7日の第12期マイナビ女子オープン一斉予選2回戦 で北村に勝ち、昇段規定「女流初段昇段後60勝」を満たして女流二段に昇段した。

## 棋風
得意戦法は四間飛車。休場から復帰した2012年度以降は居飛車を多く指している。

## 人物
- 師匠の高橋道雄とは誕生日が同じで、年齢がちょうど28歳離れている。
- 将棋のほかにそろばんが得意で、珠算準1級、暗算1級の資格を持つ[1]。
- 2008年10月より2009年3月までNHK将棋講座のアシスタントを務めた（講師は森下卓）[15]。
- 2017年5月1日に一般人と結婚。女流棋士としての活動名を、熊倉紫野（くまくら しの）から、宮宗紫野（みやそう しの）に改めた[16]。
- 2019年12月17日、第一子男児を出産し、Twitterで報告した[17]。

## 昇段・昇級履歴
- 2002年10月00日 - 女流育成会入会
- 2007年04月01日 - 女流2級　=　女流プロ入り[18]
- 2008年04月01日 - 女流1級（女流王位戦リーグ入り）[19]
- 2009年04月01日 - 女流初段（女流王位戦リーグ残留）[20]
- 2018年07月07日 - 女流二段（勝数規定 / 女流初段昇段後60勝）[21]

## 主な成績

### 年度別成績
女流公式棋戦
- 2024年度
  - 年度成績 20局 6勝14敗（勝率0.3000）[22]
  - 通算成績 253局 113勝140敗（勝率0.4466）〈2025年3月31日対局分まで〉[23]